# Tetrix liuwanshanensis
Tetrix liuwanshanensis är en insektsart som beskrevs av Deng, W.-a., Z. Zheng och S.-z. Wei 2007. Tetrix liuwanshanensis ingår i släktet Tetrix och familjen torngräshoppor. Inga underarter finns listade i Catalogue of Life.